# 特里莫吉利
特里莫吉利（Три могили）是保加利亞克爾賈利州克爾賈利市鎮的村落。
该村位于首都索菲亞东南200公里处。基本上當地都是農田。當地平均气温13℃。最热的月份是8月，氣溫達到26°C，最冷的月份是1月，氣溫是0°C。